# برودالوماب
برودالوماب هو جسم مضاد وحيد النسيلة مصمم لعلاج أمراض التهابية طورته آمجن.